# Larry Cohen
Lawrence G. Cohen, detto Larry (Kingston, 15 luglio 1936 – Los Angeles, 24 marzo 2019), è stato un regista, sceneggiatore, produttore cinematografico e produttore televisivo statunitense.

## Biografia
Nato il 15 luglio 1936 a Kingston, una piccola città vicino a New York, Larry Cohen si trasferì insieme alla famiglia e al fratello Ronni nel Bronx e si laureò nel 1963 al City College of New York.
Iniziò quindi a scrivere sceneggiature per la televisione, collaborando a serie televisive quali Gli invasori e Il fuggiasco. Scrisse anche dei racconti, quindi nel 1972 debuttò nella regia cinematografica dirigendo la commedia Bone.
Successivamente fu convocato dal produttore Samuel Z. Arkoff, presidente dell'American International Pictures, una casa di produzione cinematografica specializzata in film di genere, che gli propose di girare un film appartenente alla blaxploitation. Cohen accettò la proposta e diresse nel 1973 contemporaneamente due film d'azione: Black Caesar - Il Padrino nero e il sequel Tommy Gibbs criminale per giustizia, entrambi interpretati da Fred Williamson e da Gloria Hendry. Soprattutto Black Caesar fu un grande successo commerciale, ma Cohen cambiò genere e diresse nel 1974 l'horror Baby Killer, divenuto il suo film più celebre, che dietro alle convenzioni del genere nasconde una cupa riflessione sul sesso, sull'aborto e sulla famiglia statunitense. Il film divenne presto un cult movie e generò due sequel, diretti entrambi da Cohen: It Lives Again (1978) e Baby Killer III (1987).
Nel 1976 Cohen girò l'horror God Told Me To, una riflessione sulla religione, che fu distribuito dalla New World, casa di produzione controllata da Roger Corman. La pellicola andò incontro ad alcuni problemi inerenti al suo contenuto provocatorio. Dopo aver diretto nel 1982 il film di fantascienza Il serpente alato, Cohen diresse nel 1985 l'horror ironico The Stuff - Il gelato che uccide, incentrato su un gelato che prende vita e consuma le persone.
Nel 1996 Cohen tornò a dirigere un film blaxploitation, intitolato Original Gangstas, interpretato da star del genere quali Fred Williamson, Pam Grier, Richard Roundtree e Ron O'Neal. Si dedicò quindi alle sceneggiature, scrivendo film quali In linea con l'assassino e Cellular, tornando alla regia cinematografica nel 2004, con il documentario Air Force One: The Final Mission. Nel 2006 diresse un episodio della serie televisiva Masters of Horror, intitolato Strada per la morte.
In veste di sceneggiatore Cohen ha scritto film quali Ultracorpi - L'invasione continua, diretto da Abel Ferrara nel 1993, e i tre film della serie Maniac Cop.
Era sposato ed aveva 5 figli: Jill Gatsby, Melissa, Pam, Louis e Bobby.

## Stile
Larry Cohen ha sempre inserito nei suoi film temi e riflessioni che andavano oltre il genere scelto. I suoi film trattano quindi di problemi delicati quali l'aborto, il consumismo, la famiglia e criticano la società statunitense e l'industria farmaceutica, focalizzandosi sugli emarginati e sui diversi.

## Filmografia parziale

### Regista

#### Cinema
- Bone (1972)
- Black Caesar - Il Padrino nero (Black Caesar) (1973)
- Tommy Gibbs criminale per giustizia (Hell Up in Harlem) (1973)
- Baby Killer (It's Alive) (1974)
- God Told Me To (1976)
- The Private Files of J. Edgar Hoover (1977)
- It Lives Again (1978)
- Che fatica essere lupi (Full Moon High) (1981)
- Il serpente alato (Q) (1982)
- Vicolo cieco (Perfect Strangers) (1984)
- Special Effects (1984)
- The Stuff - Il gelato che uccide (The Stuff) (1985)
- Baby Killer III (It's Alive III: Island of the Alive) (1987)
- I vampiri di Salem's Lot (A Return to Salem's Lot) (1987)
- Illusione mortale (Deadly Illusion) (1987)
- Strega per un giorno (Wicked Stepmother) (1989)
- L'ambulanza (The Ambulance) (1990)
- Sfida finale (Original Gangstas) (1996)

#### Televisione
- See China and Die - film TV (1981)
- Chi è Susan? (As Good As Dead) - film TV (1995)
- Masters of Horror - serie TV, 1 episodio (2006)

### Sceneggiatore
- Il fuggiasco (The Fugitive) (serie TV, 2 episodi) (1964)
- Gli invasori (The Invaders) (serie TV, 43 episodi) (1967)
- Scream, Baby, Scream di Joseph Adler (1969)
- Best Seller, regia di John Flynn (1987)
- Maniac Cop - Poliziotto sadico (Maniac Cop) di William Lustig (1988)
- Maniac Cop - Il poliziotto maniaco (Maniac Cop 2) di William Lusting (1990)
- Maniac Cop 3 - Il distintivo del silenzio (Maniac Cop III: Badge of Silence), regia di William Lustig e Joel Soisson (1993)
- Ultracorpi - L'invasione continua (Body Snatchers) di Abel Ferrara (1993)
- Per legittima accusa (Guilty as Sin), regia di Sidney Lumet (1993)
- Uncle Sam, regia di William Lustig (1996)
- In linea con l'assassino (Phone Booth) di Joel Schumacher (2002)
- Cellular di David R. Ellis (2004)
- Captivity di Roland Joffé (2007)